# Purpose in Life
"Purpose in Life" är den svenska trance-duon Antiloops debutsingel, utgiven i oktober 1996 av Fluid Records. Det är den första singeln från debutalbumet LP. Singeln nådde plats 45 i Sverige, men stannade bara en vecka på listan.
Strofen "What is your one purpose in life? – to explode, of course!", är tagen från John Carpenters film Dark Star (1974).
Monologen är tagen från historien om Babels torn i Första Moseboken 11:5–9.

## Låtlista

### CD
| Nr | Titel                                | Längd |
| -- | ------------------------------------ | ----- |
| 1. | Purpose in Life (Radio Edit)         | 4:38  |
| 2. | Purpose in Life (Earthbound Remix)   | 5:01  |
| 3. | Purpose in Life (Tower of Babel Mix) | 6:01  |
| 4. | Beauty and The Beast ('96 Remix)     | 8:03  |

### 12"
| 1. | Beauty and The Beast ('96 Remix) | 8:00 |

| 2. | Purpose in Life (Tower of Babel Mix) | 5:01 |
| 3. | Purpose in Life (Earthbound Remix)   | 5:02 |

## Topplistor
| Lista                       | Topplacering |
| --------------------------- | ------------ |
| Sverige (Sverigetopplistan) | 45           |